# ミドロジアンの心臓
『ミドロジアンの心臓』（ミドロジアンのしんぞう、ミドロージアンの心臓、原題: The Heart of Mid-Lothian）は、ウォルター・スコットのウェイヴァリー小説の第7作目である。最初は1818年7月25日に『宿家主の物語、第2シリーズ』という題で全4巻で出版され、著者は「ジェデダイア・クリーシュボザム、Gandercleughの学校長兼教会庶務係」となっている。1736年9月から1737年5月にかけて、エディンバラで起きたポーティアス暴動をきっかけに、労働者階級の少女が、生まれたばかりの赤ん坊を殺害したとされる姉の死刑を王室から減刑してもらうために、エディンバラからロンドンへと向かう壮大な旅が描かれている。現代では否定的な評価もあるものの、スコットの最高傑作とも評価される 。

## 執筆と情報源
スコットは『宿屋主の物語』の第2シリーズについて1817年11月25日にと契約を結んだ。この日までに『ミドロジアンの心臓』の構想は頭の中にあり、実際、その年の4月にはすでに序章を執筆していた可能性もあるが、主な執筆は1818年1月から7月にかけて行われた。当初の予定では、全4巻のうち3巻を『ミドロジアンの心臓』、4巻を別の物語が占めることになっていたが、執筆中のある段階でスコットは『ミドロジアンの心臓』を全4巻の作品にすることを決めた。
小説の最初の部分に出てくるポーティアス暴動については、スコットはそれに起因する膨大な刑事裁判の記録を利用することができ、それらは『刑事裁判、「ミドロジアンの心臓」という物語を説明するもの、原記録からの出版』として小説と同時に出版された。ジーニー・ディーンズとエフィー・ディーンズの中心的な事柄は、ダンフリースのヘレン・ゴールディ夫人から（匿名で）送られてきた実話を参考にした。この騒動と姉妹の物語は、スコットによってフィクションの目的のために根本的に作り直された。スコットはデビッド・ディーンズのレトリックについて、パトリック・ウォーカー（1666-1745年頃）の『Covenanting lives』を大いに参考にし、英語の方言についてはフランシス・グロースの2つの編纂物、『A Classical Dictionary of the Vulgar Tongue』の第3版（1796年）と『A Provincial Glossary』（1787年）を大いに参考にした。

## 版
全4巻からなる初版は1818年11月25日にアーチボルド・コンスタブルによってエディンバラで出版され、28日にはロンドンで入手可能となった。全てのウェイヴァリー小説と同様に、1827年以前は出版は作者不明であった。印刷部数は1万部、価格は1ポンド12シリング（1.60ポンド）であった。スコットが1823年の『小説と物語』の中で、この小説の文章に手を加えていた可能性はあるが、その証拠は強くない。しかし、1829年の後半、スコットはマグナム版のために作品の前半部分に集中して文章を修正し、注釈と序文をつけた。
現代の標準的な版は、David HewittとAlison Lumsdenによるもので、2004年にエディンバラ版ウェイヴァリー小説の第6巻として出版された。この版は初版を基に、主にスコットの手稿を改編したもので、マグナム版の新資料は第25a巻に含まれている。

## 物語の筋の概要

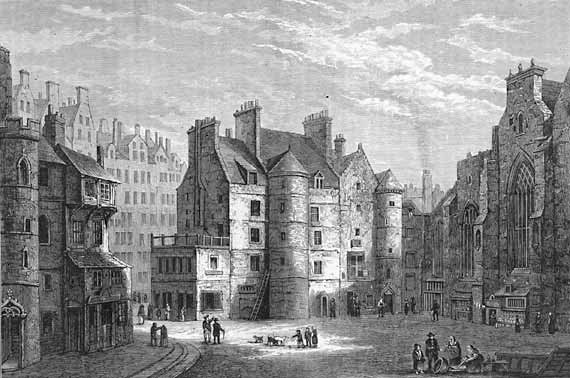
エディンバラ旧市庁舎（オールド・トルブース）

小説の表題は、当時スコットランドのミッドロージアン郡の心臓部（中心部）にあったエディンバラのオールド・トールブース（旧庁舎）刑務所を指している。その歴史的背景には、ポーティアス暴動と呼ばれる事件があった。1736年、エディンバラでは2人の密輸業者の処刑をめぐって暴動が起きた。市街地警備隊の隊長であったジョン・ポーティアスは、兵士に命じて群衆に向けて発砲し、数名を殺害した。ポーティアスはその後、旧庁舎を襲撃した私刑を行おうとする群衆に殺害された。
この小説の2つ目の、そして主たる要素は、スコットが無署名の手紙で受け取ったと主張している話に基づいていた。それは、ヘレン・ウォーカーという人物が、不当に幼児殺しの罪を着せられた妹のために、王室からの恩赦を受けるために、はるばる徒歩でロンドンにやってきたという話であった。スコットは、ウォーカーの代役として、敬虔な長老派の家系に生まれた若い女性、ジーニー・ディーンズを登場させた。ジーニーは、アーガイル公爵の力を借りて王妃に謁見しようと、一部徒歩でロンドンに向かう。
この小説は、ジーニーとエフィーの2人の姉妹の対照的な運命を描いている。第1巻では、ポーティアス隊長が殺人の罪で投獄されるが、土壇場で釈放される。若き貴族ジョージ・ストーントン（ジョーディ・ロバートソンと名乗る）は暴徒を率いて刑務所を襲撃し、ポーティアスを私刑にかける。また、ストーントンは自分が妊娠させた恋人エフィー・ディーンズを解放しようとする。彼女は赤ん坊を殺した容疑で投獄されていたが、脱獄すれば罪を認めることになると拒否する。エフィーが逃げようとしないところを、ジーニーに思いを寄せる若い牧師ルーベン・バトラーが目撃する。この事実は、ジーニーの妹が無実であるという確信を深める。
第2巻では、赤ちゃんを産めず、家族にも妊娠を隠していたため、無実を証明できなかったエフィーの裁判が描かれる。ジーニーは妹を助けるために法廷で嘘をつくことができず、エフィーは死刑を宣告されてしまう。
第3巻では、ジーニーは王室の恩赦を乞うために、歩いてロンドンに行くことを決意する。バトラーは彼女を説得することができず、結局、一族に恩義があるかもしれないアーガイル公爵に連絡して助けを求める。その途中、ジーニーはマッジ・ワイルドファイアとその母親メグ・マードックソンに邪魔される。ジーニーは、彼らがエフィーとストーントンの関係に嫉妬して赤ん坊を盗んだことを知る。メグはジーニーを殺そうとするが、ジーニーは逃げてしまう。ロンドンでは、ジーニーの熱意に感銘を受けたアーガイル公爵が、キャロライン王妃への謁見を手配する。女王はジーニーの雄弁さと優しさに感動し、国王を説得して恩赦を認めさせ、エフィーは解放される。ジーニーはスコットランドに戻り、父親は公爵から管理用の土地を与えられ、バトラーは昇進して収入が大幅に増えた。
その後、ジーニーは第4巻でバトラーと結婚し、アーガイル公爵の屋敷で幸せに暮らしていた。エフィーは、息子は殺されたのではなく、メグによって作業集団に売られたこと、そしてストーントンが実は犯罪者ロバートソンであることを明かす。エフィーはストーントンと結婚する。凶悪犯罪者として育てられた行方不明の息子は、スコットランドに渡りストーントンを殺害した後、アメリカに逃れてネイティブ・アメリカンと暮らしている。エフィーはついにフランスに渡って修道女になることを決意するが、それにはカトリックへの改宗が必要であり、ジーニーを驚かせる。

## 分析と翻案
ジーニー・ディーンズは、スコットの主人公の中で初めての女性であり、下層階級出身の女性でもある。このヒロインは、その信仰心と道徳的誠実さが理想とされているが、スコットは、ジーニーの父デイヴィッドが代表する長老派の一派であるキャメロン派に代表される道徳的誠実さを嘲笑している。また、この小説の中心となるのは、18世紀初頭のジャコバイト運動であり、これはスコットの小説の多くに見られるテーマである。これらの問題に対して穏健派であるアーガイル公爵という理想的な人物にスコットの共感を見ることができる。
フランシス・グリブルが「『ミドロジアンの心臓』の筋書きに基づいたドラマ」と評した『ラ・ヴァンデエンヌ』（La Vendéenne）は、フランスの著名な女優ラシェルの舞台デビューのために書かれ、1837年7月24日に初演された。それ以前にもスコットの作品を無許可で舞台化したものは数多くあったと思われるが、『ミドロジアンの心臓』は1860年代にダイアン・ブーシコウによって舞台化されている。1914年に2度、1度目は原題のまま、2度目は『A Woman's Triumph』というタイトルで映画化されている。1966年にはテレビ版も公開された。イタリアの作曲家フェデリコ・リッチ（1809年 - 1877年）の「La Prigione di Edimburgo（エディンバラでの投獄）」と、スコットランドのクラシック音楽作曲家ヘイミッシュ・マッカン（1868年 - 1916年）の『ジーニー・ディーンズ』として2度オペラ化されている。

## 登場人物
主要登場人物は太字で示されている。

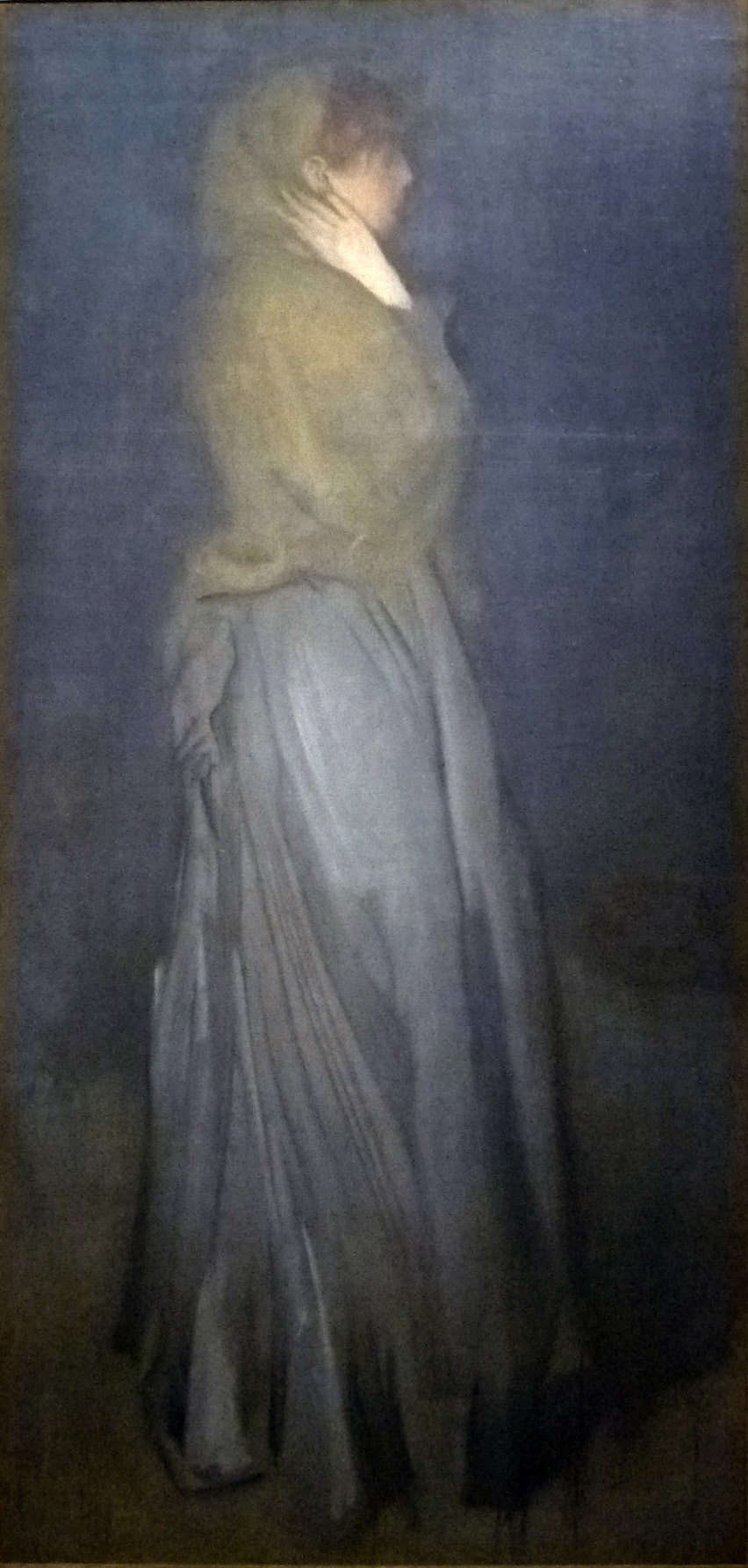
"Arrangement in Yellow and Gray": ジェームズ・マクニール・ホイッスラーによるエフィー・ディーンズ

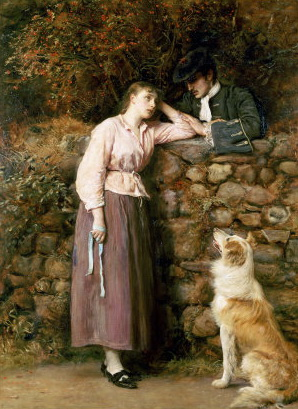
Effie Deans、ジョン・エヴァレット・ミレー

- ポーティアス隊長、エディンバラ警備隊の将校
- デイヴィッド・ディーンズ、酪農家
- ジーニー・ディーンズ、結婚後の姓はバトラー。デイヴィッドの年長の娘。
- エフィー・ディーンズ、結婚後はストーントン夫人。デイヴィッドの年少の娘。
- ホイッスラー（The Whistler）、エフィーの息子
- デイヴィッド・ディーンズ、ジーニーの長子
- ダミーダイクス（英語版）の地主、ジーニー崇拝者
- ルーベン・バトラー、校長
- バートリン・サドルツリー、馬具職人
- サドルツリー夫人、バートリンの妻
- ロバート・ストーントン師、ウィリンガムの教区牧師
- ジョージ・ストーントン、別名ロバートソン。ロバート・ストーントンの息子。
- アンドルー・ウィルソン、密輸業者。ロバートソンの仲間。
- メグ・マードックソン、ジョージの乳母
- マッジ・ワイルドファイア、メグの狂った娘
- ギデオン・シャーピットロー、会計代理人
- ジム・ラトクリフ、看守になった犯罪者
- ミドルバラ行政官、治安判事
- フェアブラザー氏、エフィーの弁護士
- ビカートン夫人、ヨークにある宿屋Seven Starsの女主人
- グラス夫人、たばこ屋
- マッカラム・モア、アーガイル公爵
- アーチボルド氏、公爵の厩務員
- キャロライン王妃
- サフォーク伯爵夫人（英語版）
- ダットン夫人、酪農場主
- ダンカン・ノック、ノックダンダーの指導者
- Donacha Dhu na Dunaigh、ハイランドの強盗

## 受容
「ミドロジアンの心臓」は、長編ウェイヴァリー小説の中で、批評家の大半を失望させた最初の作品であった。批評家の多くは作者の才能に疑いを持っていなかったが、ほとんどの批評家はこの新作が冗長で、第4巻が必要以上に長くなっていると感じていた。筋書きの偶然性や急いでいることへの反論もあった。何人かの批評家は、ジーニー・ディーンズのような素朴な田舎娘がこれほど興味深く描かれていることに注目しており、彼女のキャロライン王妃への謁見は一般的に賞賛されている。妹のエフィーも魅力的だと評価されたが、彼女の後の経歴が道徳的にどう影響するかについては意見が分かれた。

## 日本語訳版
- ミドロジアンの心臓 —ディーンズ姉妹の生涯—（上中下）玉木次郎 訳、岩波書店〈岩波文庫〉

1956年 - 1957年、ISBN 9784003221938、ISBN 9784003221945、ISBN 9784003221952